# Ni Ni

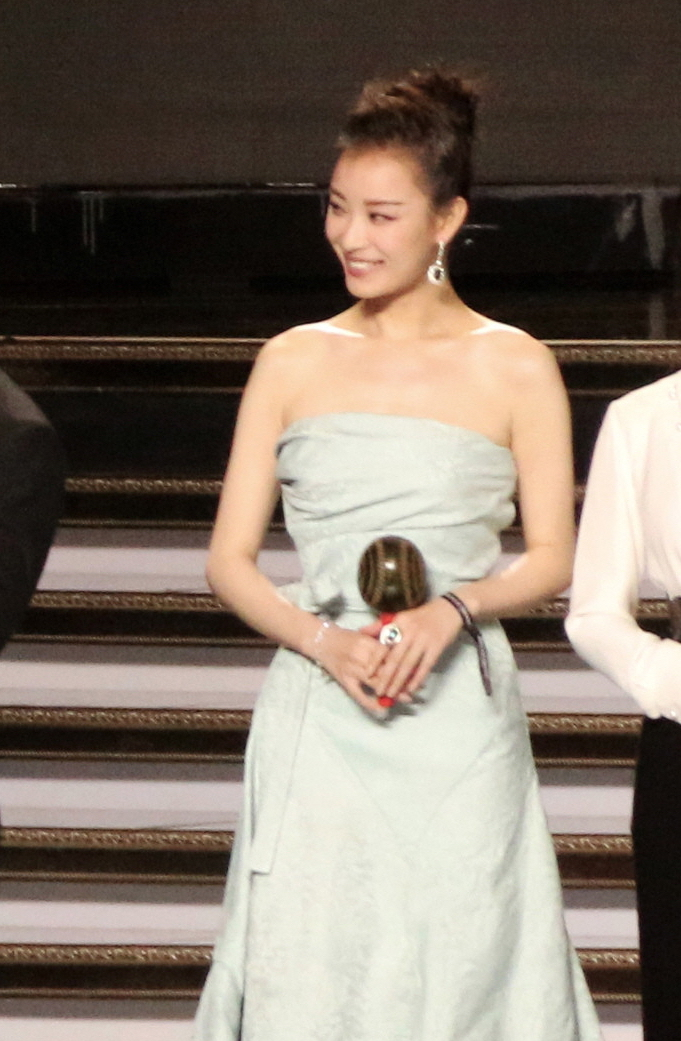
Ni Ni im Jahr 2016

Ni Ni (chinesisch 倪妮, Pinyin Ní Nī, Jyutping Ngai6 Nei4; * 8. August 1988 in Nanjing) ist eine chinesische Schauspielerin.

## Leben und Karriere
Ni ist seit 2011 als Schauspielerin aktiv. Aufgetreten ist sie unter anderem in dem romantischen Historiendrama The Flowers of War aus dem Jahr 2011 und dem französisch-chinesischen Fantasyfilm The Warriors Gate aus dem Jahr 2016.

## Filmografie (Auswahl)
- 2011: The Flowers of War
- 2016: The Warriors Gate
- 2017: Wu Kong
- 2017: The Thousand Faces of Dunjia
- 2018: Tian sheng chang ge (Fernsehserie, 55 Folgen)
- 2019: Love And Destiny (Fernsehserie, 60 Folgen)